# ريتشي لويس
ريتشي لويس (بالإنجليزية: Richie Lewis)‏ هو لاعب كرة قاعدة أمريكي، ولد في 25 يناير 1966 في مونسي في الولايات المتحدة.

## وصلات خارجية
- ريتشي لويس على موقع دوري كرة القاعدة الرئيسي (الإنجليزية)
- ريتشي لويس على موقعبيزبول رفرنس.كوم (الدوري الرئيسي) (الإنجليزية)
- ريتشي لويس على موقعبيزبول رفرنس.كوم (الدوري الثانوي) (الإنجليزية)